# Giovanni Salviati
Giovanni Salviati (Florença, 24 de março de 1490 - Ravena, 28 de outubro de 1553) foi um cardeal do século XVII.

## Biografia
Nasceu em Florença em 24 de março de 1490. A mais velha dos onze filhos de Jacopo Salviati e Lucrezia de' Medici, irmã mais velha do Papa Leão X. Os outros irmãos eram Lorenzo, que se casou com Costanza Conti; Caterina, que se casou com Filippo Nerli; Piero, que se casou com Caterina Pallavicini; Luisa, que se casou com Sigismondo de Luna, duque de Bibbiana; Giovanni Battista, que se casou com Costanza Bardi; Maria, que se casou com Giovanni de' Medici, pais de Cosimo I, grão-duque da Toscana; Bernardo , Cardeal (1561), que teve uma filha natural; Alamanno, que se casou com Costanza Serristori e eram pais do cardeal Anton Maria Salviati (1583); Francesca, que se casou com Piero Gualterotti, e quando ele morreu, casou-se com Ottaviano de 'Medici e eram pais do Papa Leão XI; e Elena, que se casou com Pallavicino Pallavicini e quando ele morreu, casou-se com Jacopo Appiani, signore de Piombino. Outros cardeais da família foram Bernardo Salviati, OSIo.Hier. (1561); Alamanno Salviati (1730); e Gregorio Salviati (1777).
Ele foi o único dos cinco irmãos a frequentar o Estúdio Florentino, como seu pai.
Apostólico protonotário.
Criado cardeal diácono no consistório de 1º de julho de 1517; recebeu o chapéu vermelho e o título de Ss. Cosma e Damiano, 13 de novembro de 1517.
Administrador da Sé de Fermo, 8 de fevereiro de 1518; ocupou o cargo até 16 de outubro de 1521. Administrador da Sé de Ferrara, 12 de setembro de 1520; ocupou o cargo até 1º de maio de 1550. Administrador da Sé de Oleron, 24 de agosto de 1521; ocupou o cargo até 18 de março de 1523. Participou do conclave de 1521-1522, que elegeu o Papa Adriano VI. Participou do conclave de 1523, que elegeu o Papa Clemente VII. Legado perante o rei Carlos I de Espanha em 1525; permaneceu na Espanha até setembro de 1526, quando foi substituído pelo núncio Baldassarre Castiglione, e enviado como «procurador ad componendam pacem» para a França. Legado na França; em 1526 assinou a Santa Liga com o rei Francisco I da França. Duas vezes legado perante o rei da França para solicitar sua intervenção em favor do Papa Clemente VII, que havia sido detido pelas tropas imperiais no Castelo Sant'Angelo após o saque de Roma. O Cardeal Salviati Salviati opôs-se silenciosamente à iniciativa do Cardeal Thomas Wolsey, que queria assumir o direito de administrar a Igreja durante o cativeiro do papa. Comendador Abadede Saint-Sauveur de Redon, Vannes, a partir de 1528. O Cardeal Salviati permaneceu na França para a assinatura do Tratado de Cambrai em agosto de 1529. Chegou a Bolonha no mês de novembro seguinte para participar do encontro entre o papa e o imperador, que foi coroado em 24 de fevereiro de 1530. De Parma, favoreceu os movimentos militares para o cerco de Florença, regozijando-se pela derrota da República e pelo retorno dos Médici. Administrador da Sé de Volterra, 20 de julho de 1530; ocupou o cargo até 15 de março de 1532. Administrador da Sé de Teano, 21 de junho de 1531; ocupou o cargo até 30 de abril de 1535. Administrador da Sé Metropolitana de Santa Severina e abade comendador de Nonantola, 15 de novembro de 1531; ocupou o cargo até 14 de junho de 1535; manteve o mosteiro de Nonantola. Administrador da Sé de Bitetto, 10 (ou 8) de janeiro de 1532; ocupou o cargo até 5 de março de 1539. Participou do conclave de 1534, que elegeu o Papa Paulo III. Legado em Parma e Piacenza. Foi a Nápoles no final de 1535 para se encontrar com o imperador Carlos V em defesa dos exilados florentinos que se opunham ao duque Alessndro de' Medici, que entretanto se casara com Margherita von Austria, fortalecendo os seus laços com o imperador. Após o assassinato de Alessandro de' Medici, em janeiro de 1537, o Cardeal Salviati foi para Florença com um pequeno exército mercenário, mas foi persuadido a demitir as tropas e a negociar com seu sobrinho Cosimo I. Participou sem muito entusiasmo na infeliz campanha militar. expedição que terminou em Montemurlo, com a derrota dos exilados. A suspeita de apoio ao lado francês provocou o bloqueio dos seus benefícios nos territórios imperiais. Através de Bartolomeo Cavalcanti, então na França, tentou manter relações com Piero Strozzi e os outros filhos de Filippo, que, ao suicidar-se numa cela em 1538, deixara um legado de vingança contra o duque de Florença. Administrador da Sé de Saint-Papoul, 12 de agosto de 1538; renunciou ao cargo em favor de seu irmão Bernardo Salviati, em 5 de junho de 1549. Optou pela ordem dos cardeais bispos e pela sé suburbana de Albano, em 8 de janeiro de 1543. Consagrado (nenhuma informação encontrada). Legado na Úmbria, 1543-1553. Optou pela sé suburbana de Sabina, em 17 de outubro de 1544. Optou pela sé suburbana de Porto e Santa Rufina, em 8 de outubro de 1546. Vice-reitor do Sagrado Colégio dos Cardeais. Participou no Administrador da Sé de Saint-Papoul, 12 de agosto de 1538; renunciou ao cargo em favor de seu irmão Bernardo Salviati, em 5 de junho de 1549. Optou pela ordem dos cardeais bispos e pela sé suburbana de Albano, em 8 de janeiro de 1543. Consagrado (nenhuma informação encontrada). Legado na Úmbria, 1543-1553. Optou pela sé suburbana de Sabina, em 17 de outubro de 1544. Optou pela sé suburbana de Porto e Santa Rufina, em 8 de outubro de 1546. Vice-reitor do Sagrado Colégio dos Cardeais. Participou no Administrador da Sé de Saint-Papoul, 12 de agosto de 1538; renunciou ao cargo em favor de seu irmão Bernardo Salviati, em 5 de junho de 1549. Optou pela ordem dos cardeais bispos e pela sé suburbana de Albano, em 8 de janeiro de 1543. Consagrado (nenhuma informação encontrada). Legado na Úmbria, 1543-1553. Optou pela sé suburbana de Sabina, em 17 de outubro de 1544. Optou pela sé suburbana de Porto e Santa Rufina, em 8 de outubro de 1546. Vice-reitor do Sagrado Colégio dos Cardeais. Participou no Optou pela sé suburbana de Porto e Santa Rufina, em 8 de outubro de 1546. Vice-reitor do Sagrado Colégio dos Cardeais. Participou no Optou pela sé suburbana de Porto e Santa Rufina, em 8 de outubro de 1546. Vice-reitor do Sagrado Colégio dos Cardeais. Participou no conclave de 1549-1550, que elegeu o Papa Júlio III; O imperador Carlos V opôs-se à sua eleição para o pontificado devido à afinidade do cardeal com o rei da França. Abriu e fechou a Porta Santa da basílica de S. Paolo fuori le mura no Ano Jubilar de 1550. Foi um ilustre patrono das artes e das letras.
O cardeal Salviati foi uma figura influente do cardeal nipote , não desprovido de qualidades intelectuais, que sempre tentou colocar-se como super partes , sem nunca realmente ter sucesso nos seus desígnios. Como diplomata, mostrou ter as qualidades de duplicidade e ocultação necessárias para seus cargos, mas como político nunca chegou a uma posição decisiva e eficaz em qualquer confronto importante. A sua exclusão do papado nos conclaves de 1534 e especialmente de 1549-1550 foi o resultado da sua aparente fraqueza. Ele era um bom vivant, um amante dos prazeres terrenos e dos refinamentos artísticos. Teve relações amistosas com Michelangelo e esteve envolvido com o Cardeal Niccolò Ridolfi e com o Cardeal Innocenzo Cybo na construção dos túmulos papais da família Medici em S. Maria sopra Minerva em Roma, igreja dominicana cuja irmandade foi designada herdeira por seu mãe Lucrécia. Foi amigo de Niccolò Maquiavel e Ludovico Ariosto, que o lembraram no Orlando Furioso entre os cardeais inimigos do "monstro feio" (a crise da fé cristã).
Morreu em Ravena em 28 de outubro de 1553, no mosteiro do Porto dos Cónegos Regulares Lateranensi. Transferido para Ferrara e sepultado na sua catedral, aos pés do túmulo do Papa Urbano III, do lado direito do altar-mor.